# نينتندو سويتش لايت
نينتندو سويتش لايت هي وحدة تحكم ألعاب محمولة من نينتندو. تم إصدارها في 20 سبتمبر 2019 ، كإصدار محمول فقط من نينتندو سويتش. يلعب معظم الألعاب نفسها التي يستخدمها نينتندو سويتش القياسي ويأتي بأربعة ألوان.

## تاريخ
وفقًا لصحيفة وول ستريت جورنال ، كان هدف نينتندو من سويتش لايت هو إنتاج وحدة فرعية بقيمة 200 دولار أمريكي، تستهدف اللاعبين العاديين، للتنافس مع خدمات الألعاب التي لا تتطلب جهازًا مخصصًا. لتحقيق ذلك، تفاوضت نينتندو بقوة على الأسعار المخفضة من موردي مكوناتها. علاوة على ذلك، ذكرت المجلة أن Nintendo قد اكتسبت Murata Manufacturing كمورد للبطاريات بالإضافة إلى TDK ، لتقليل التكاليف عن طريق التسبب في منافسة بين الشركتين.
نينتندو سويتش لايت عبارة عن وحدة محمولة باليد فقط، وتدمج وحدات التحكم Joy-Con في أجهزة الوحدة الرئيسية، وتستخدم شاشة أصغر مقاس 5.5 بوصة (14 سم). بسبب Joy-Con المدمج، يقتصر سويتش لايت بشكل عام على الألعاب التي يمكن تشغيلها في الوضع المحمول باليد ؛ في حين أن معظم الألعاب في مكتبة Nintendo Switch متوافقة، فإن بعض الألعاب، مثل 1-2-Switch ، تتطلب استخدام Joy-Con منفصل.

## إصدار
تم الإعلان عن سويتش لايت في 10 يوليو 2019 ، وتم إصداره في جميع أنحاء العالم في 20 سبتمبر 2019 مع MSRP بقيمة 199.99 دولارًا أمريكيًا. تم إصداره بثلاثة ألوان: الأصفر والرمادي والفيروزي. تمت ترقية النظام إلى جانب "The Legend of Zelda: Link's Awakening" ، وهو طبعة جديدة للعبة Game Boy لعام 1993. إصدار خاص بوكيمون سورد وبوكيمون شيلد يحمل علامة تجارية من سويتش لايت، تحت عنوان بوكيمون زاتشيان وزامازينتا، تم إصداره في 8 نوفمبر 2019 ، قبل أسبوع من إطلاق اللعبة. تم إصدار لون مرجاني في 20 مارس 2020 في اليابان، وفي 3 أبريل في بقية العالم.

## المعدات
إن سويتش لايت عبارة عن وحدة مستقلة بذاتها، تدمج المدخلات المختلفة وبعض ميزات وحدة تحكم Joy-Con كجزء من أجهزة الوحدة الرئيسية. تحل وسادة اتجاهية عادية محل أزرار الاتجاهات الأربعة على الجانب الأيسر من الوحدة. الشاشة أصغر من مفتاح الحجم الكامل 5.5 بوصة (14 سم). بشكل عام، يبلغ حجم الوحدة 3.6 × 8.2 بوصة (9.1 سم × 20.8 سم) ويبلغ وزنها المنخفض 0.61 رطل (280 جم). تتمتع البطارية أيضًا بسعة أقل قليلاً، عند 13.6 واط / 3570 مللي أمبير في الساعة مقارنةً بـ 16 واط / 4310 مللي أمبير في المحول. على الرغم من البطارية الأصغر، فإن الوحدة لها وقت تشغيل أطول متوقع لكل شحنة مقارنة بنموذج Switch الأصلي، والذي يقدر أن يستمر لمدة 3-7 ساعات من اللعب مقارنة بـ 2.5-6.5 ساعات للمبدّل الأصلي. ويرجع ذلك إلى حجم الشاشة الأصغر، واستخدام أجهزة SoC الجديدة، وإزالة بعض الميزات التي تستهلك الطاقة مثل HD Rumble وكاميرا IR المضمنة في وحدات تحكم Joy-Con العادية.

## تقييدات
عادةً ما يدعم سويتش لايت فقط الألعاب التي يمكن تشغيلها في الوضع المحمول، مع الاحتفاظ بميزات مثل مستشعرات التبديل الجيروسكوبية وبلوتوث و Wi-Fi وتوافق NFC. تتطلب بعض ألعاب الطاولة التي تتطلب ميزات كاميرا HD Rumble أو IR ، مثل 1-2-Switch ، من اللاعبين استخدام وحدات تحكم Joy-Con منفصلة مع سويتش لايت. لا يدعم النظام أي إرساء أو اتصال بتلفزيون وبالتالي فهو غير متوافق مع الألعاب التي تتطلب وضع التلفزيون. سيتم إخطار اللاعبين الذين يحاولون شراء الألعاب التي تتطلب وضع التلفزيون أو الكمبيوتر اللوحي من خلال المتجر الإلكتروني على سويتش لايت بعدم التوافق. على الرغم من عدم تضمينه في النظام، إلا أن سويتش لايت يدعم وحدات التحكم الخارجية التي تتوافق مع طرازات Switch القياسية، مثل وحدات التحكم Joy-Con المستقلة، على الرغم من أنه لا يمكن إرساءها في النظام. تعمل بعض وحدات التحكم، مثل وحدات تحكم GameCube ، مع النظام، ولكنها تتطلب مهايئات إضافية، حيث يستخدم محول GameCube to Switch العادي منافذ USB على إرساء Switch بالحجم الكامل.